# Marie-Hélène Bourquin
Pour les articles homonymes, voir Bourquin.
Marie-Hélène Bourquin (ou Marie-Hélène Bourquin-Simonin) est une journaliste et écrivaine française née le 4 décembre 1925 à Reims (Marne) et morte le 16 octobre 2016 à Issy-les-Moulineaux (Hauts-de-Seine). 

## Biographie
Marie-Hélène Bourquin naît à Reims d'un père architecte, Louis Bourquin, et d'une mère compositrice et professeure de piano, Marcelle Girardot (1900-1986). À la fin des années 1940, elle devient journaliste et se fait un nom dans la presse féminine, à une époque où les femmes sont encore peu nombreuses dans ce métier. Elle lie une profonde amitié avec Alain Decaux, et côtoie des écrivains tels qu'Antoine Blondin, Jean Follain, Michel Déon. 
Marie-Hélène Bourquin épouse le 14 février 1963 l'écrivain et scénariste Albert Simonin, dont elle fut la première lectrice, le poussant à rédiger son premier roman Touchez pas au grisbi. Ensemble, ils écrivent les paroles de la chanson Pour toi du film Le Feu aux poudres (1957) d'Henri Decoin et développent le scénario original de Bang-bang (1967), film d'aventure avec Sheila.
Spécialiste de la Révolution française, elle devient docteure en sciences économiques en 1969 après une thèse soutenue sur l'acheminement du bois à Paris au XVIIIe siècle. Après sa thèse, Marie-Hélène Bourquin rentre à la direction d'Hachette où elle restera jusqu'au milieu des années 1980.

## Publications
- Aspects de la contrebande au XVIIIe siècle, co-écrit avec Emmanuel Hepp, préface de François Dumont et Jean Imbert, Paris, Presses universitaires de France, 1969[5]
- Henri Paulin Panon Desbassayns, Voyage à Paris pendant la Révolution, 1790-1792 : journal inédit d'un habitant de l'île Bourbon, transcription, présentation et notes de Marie-Hélène Bourquin-Simonin, Paris, Perrin, 1985, 414 p.
- Monsieur et Madame Tallien, Paris, Perrin, 1987, 385 p.
- L'Approvisionnement de Paris en bois de la Régence à la Révolution, Paris, éditions Confrérie Saint-Nicolas, 2006, 367 p. (ré-édition)
- Albert Simonin, Textes divers, réunis par Jacques Goursaud et Marie-Hélène Bourquin-Simonin, Paris, Sillage, 2007, 285 p.

## Distinctions
- prix Marie-Eugène-Simon-Henri-Martin de l'Académie française pour Monsieur et Madame Tallien[6].
- prix Eugène-Colas de l'Académie française pour Voyage à Paris pendant la Révolution[7].